# البستان (دمياط)
البستان هي إحدى قرى مركز دمياط التابع لمحافظة دمياط بجمهورية مصر العربية.

## التاريخ
قرية البستان من القرى القديمة، حيث ذكرها ابن الجيعان في كتابه «التحفة السنية في أسماء البلاد المصرية» باسم «بستان بوره» ضمن ضواحي ثغر دمياط، فقال: «بستان بوره مساحته 200 فدان عبرته 300 دينار كان للمقطعين والآن أوقاف وأملاك ورزق». كما أوردها ابن دقماق باسم «البستان ببوره» في كتابه «الانتصار لواسطة عقد الأمصار» ضمن ضواحي ثغر دمياط. وبعد التقسيم الإداري الذي جرى في عهد محمد علي باشا، أصبحت قرية البستان من توابع قسم فارسكور أحد أقسام مديرية الدقهلية. وفي سنة 1259 هـ، فُصل من أراضي قرية البستان ناحية أخرى باسم «كفر طبيخة»، وفي سنة 1903م ألغي هذا الكفر، وأُضيفت أراضيه إلى أراضي قرية البستان، فصارا ناحية واحدة باسم «البستان وكفر طبيخة».